# 37 Pułk Piechoty (LWP)
37 pułk piechoty (37 pp) – oddział piechoty ludowego Wojska Polskiego.

## Charakterystyka
Na podstawie rozkazu nr 94/Org. Naczelnego Dowódcy WP z 22 grudnia 1944 31 pułk piechoty został przemianowany na 37 pułk piechoty. W tym czasie pułk stacjonował w lesie na południowy zachód od Radzynia (dowództwo w folwarku Adamki) i był trakcie formowania. Jednostka wchodziła w skład 7 Dywizji Piechoty i była organizowana w oparciu o sowiecki etat Nr 04/501 pułku strzelców gwardii. Dowódcą pułku był oficer Armii Czerwonej, pułkownik Włodzimierz Zinkowski.
21 stycznia 1945 w Radzyniu Podlaskim 37 pp wziął udział w ceremonii wręczenia sztandaru 7 DP ufundowanego przez społeczeństwo miasta i powiatu radzyńskiego.

## Działania bojowe
Od chwili sformowania do zakończenia wojny pułk walczył w składzie 7 Dywizji Piechoty. Nad Nysą toczył zacięte walki o zdobycie przyczółka na jej zachodnim brzegu. Następnie nacierał w kierunku północno-zachodnim. Prowadził walki obronne pod Spree, Hähnichen, Quolsdorf, Daubitz, a następnie pod Klitten. W operacji praskiej pułk walczył w rejonie Rumburgu. Szlak bojowy zakończył na terenie Czechosłowacji w okolicach Brocha.
|  |

## Okres powojenny
13 maja 1945 pułk rozpoczął marsz powrotny do kraju. Do 21 maja osiągnął rejon na północ od Legnicy. Maszerował dalej na rubież Odry. 10 czerwca 1945 miał przystąpić do pełnienia służby ochronnej. Sztab pułku rozlokować się miał w Wińsku.
W związku z korektą granicy państwowej, od 28 do 31 maja pułk przegrupowywał się na linię Nysy Łużyckiej i rozmieścił się w następujących miejscowościach:
- sztab 33 pp - Biedrzychowice Górne
- I batalion – Nida
- II batalion – Zatoń
- III batalion – Biedrzychowice Górne

W lipcu pułk przekazał swój odcinek granicy pododdziałom 8 Dywizji Piechoty, a sam przejął inny. Sztab pułku we wrześniu przeniósł się do Bogatyni.
Służbę graniczną pełnił do 31 października 1945.
Na przełomie listopada i grudnia 1945 jednostka została przeformowana na etat nr 2/2 o stanie 1383 wojskowych i 2 kontraktowych. W tym czasie pułk stacjonował w Lubaniu. W marcu 1946 jednostka została przeformowana na etat nr 2/41 o stanie 970 wojskowych i 8 kontraktowych oraz dyslokowana do Chorzowa, gdzie zajęła koszary przy ul. Koszarowej, po rozformowanym 46 pułku piechoty. W 1951 oddział został przeniesiony do garnizonu Gliwice, gdzie zajął koszary przy ul. Belojanisa (obecnie gen. Andersa).
Jesienią 1955 pułk został podporządkowany dowódcy 2 Warszawskiej Dywizji Piechoty, a jesienią następnego rozformowany.
W 1967 stacjonujący w Morągu 94 pułk zmechanizowany przejął dziedzictwo tradycji 37 pułku piechoty i został przemianowany na 37 pułk zmechanizowany.

## Żołnierze pułku
Dowódcy pułku:
- płk Włodzimierz Zinkowski (od 10 listopada 1944 do końca wojny)
- mjr Żymierski (był w 1946)

Odznaczeni Krzyżem Srebrnym Orderu Virtuti Militari
1. ppor. Michał Gryszyn
2. kpt. Grzegorz Jepiszkin